# Мар'яна Ліповшек
Мар'яна Ліповшек (словен. Marjana Lipovšek; нар. 3 грудня 1946, Любляна) — словенська оперна співачка (меццо-сопрано).

## Життєпис
Мар'яна Ліповшек народилась 1946 року в родині композитора і піаніста Мар'яна Ліповшека (1910—1995), ректора Люблінської музичної академії в 1968—1970 роках. Закінчила в рідному місті музичну школу з класу фортепіано. У 1970-1977 роках вона навчалася вокалу в Університеті музики і театру в Граці, а в 1978 році — в Оперній студії у Відні.
У 1979 році дебютувала у Віденській державній опері, а з 1981 року співала в Гамбурзькому оперному театрі та Мюнхенській опері. Виступала на найбільших оперних сценах Німеччини, співала в театрах і на фестивалях в Барселоні, Зальцбурзі, Мілані, Флоренції, Лондоні, Единбурзі, Празі, Чикаго, Нью-Йорку, Сан-Франциско.
Вокальні партії Ліповшек звучали у фільмах Яків брехун (1999) і Сіра зона (2001), вона знімалася на телебаченні в постановках опер Ріхарда Вагнера та Ріхарда Штрауса.
Під час активної творчої діяльності Мар'яна Ліповшек проживала у Відні та Зальцбурзі. У 2017 році вона вийшла на пенсію, і тепер живе у своєму сімейному будинку в Любляні.

## Репертуар
Мар'яна Ліповшек співала в операх Клаудіо Монтеверді, Вольфанга Моцарта, Ріхарда Вагнера, Модеста Мусоргського, Олександра Бородіна, Джузеппе Верді, Жоржа Бізе, Альбана Берга, Бела Бартока, Енеску, Фрвдріха Церхі, Кшиштофа Пендерецького та інших, виконувала на концертах Йоганна Баха, Франца Шуберта, Роберта Шумана, Йоганнеса Брамса, Гуго Вольфа, Густава Малера, Арнольда Шенберга, Ігоря Стравинського.

## Творчі контакти
Працювала з такими диригентами, як Клаудіо Аббадо, Ніколаус Арнонкур, Даніель Баренбойм, Гарі Бертіні, Міхаель Гілен, Крістоф фон Донаньї, Ендрю Девіс, Колін Девіс, Вольфганг Завалліш, Джеймс Лівайн, Лорін Маазель, Зубін Мета, Рікардо Муті, Кент Нагано, Сейдзі Одзава, Гельмут Ріллінг, Бернард Гайтінг, Чон Мін Хун, Георг Шолті, Петер Шраєр, Горст Штайн.

## Визнання
Словенська премія Прешерна (1988), Золотий почесний знак свободи Республіки Словенія (1994), золота медаль Густава Малера (1996), Австрійський почесний знак За науку і мистецтво (2001) та інші нагороди. Почесний громадянин Любляни (2004).